# Русская Караболка
Русская Караболка — эвакуированное и снесённое из-за Кыштымской радиационной аварии село в Кунашакском районе Челябинской области, Россия.

## Географическое положение
Урочище расположено на Челябинском тракте, между Куяш и Тюбук, по течению реки Караболка. Расстояние до города Екатеринбурга — 112 километров. Умеренный климат и чернозём.

## История села
Поселение получило своё название от реки Караболка. Первопоселенцами были крестьяне — переселенцы из деревень Фоминой и Брусянки (Екатеринбургского уезда). В начале XX века главным занятием жителей было земледелие.
Село было выселено и полностью снесено после аварии на химкомбинате «Маяк» в 1957 году.

## Троицкая церковь
В 1852 году первыми поселенцами из 20 домов была построена часовня, которая была переделана в 1869 году в деревянную однопрестольную церковь, которая была освящена во имя Святой Троицы.

## Школа
В начале XX века в селе уже была школа грамоты.

## Население
В 1900 году в селе значилось 1048 душ обоего пола.